# E. Parker McDougal
Elmer Parker McDougal (Gary (Indiana) 6 augustus 1924 - Chicago, 18 juli 1994) was een Amerikaanse tenorsaxofonist in de jazz. Hij was actief in Chicago en speelde in de stijl van Gene Ammons.

## Biografie
McDougal groeide op in Chicago. Hij speelde als scholier klarinet en toerde met bluesbands in het zuiden. Vanaf 1944 studeerde hij sociologie aan North Carolina College in Durham (Illinois), daarna psychologie aan Chicago Teachers College.  In 1949 maakte hij zijn eerste opnames als musicus, in de band van de zanger en pianist Johnny Perry. In de vijftiger jaren speelde hij onder andere met King Fleming en Boots Robinson, verder speelde hij bij jamsessies in jazzclub The Pershing mee (onder meer met Johnny Griffin). In 1960 nam hij voor het lokale platenlabel M&M (van Tommy 'Madman' Jones) de single Mackin/Foxxy Minor op. 
Met Jay C. Peters richtte hij de groep Chicago Hardcore Jazz op. In 1975 verscheen van de band de plaat Initial Visit, in 1981 volgde het live-album Blues Tour (o.a. met de gitarist George Freeman). Beide platen verschenen op Parker McDougal's platenlabel Grit Records. In de jazz speelde de saxofonist tussen 1949 en 1980 mee op zeven opnamesessies. Ook was hij actief op het album My Ancestors van Chicago Beau. In 1991 streed hij een tenor battle met Lin Halliday.
McDougal was niet alleen muzikant, maar had ook een baan bij de overheid, hij was 'employment counselor' bij de staat Illinois. De saxofonist overleed in Mercy Hospital & Medical Center, 69 jaar oud.